# 2020
- Wikisource

| Calendário gregoriano                                                        | 2020 MMXX                           |
| Ab urbe condita                                                              | 2773                                |
| Calendário arménio                                                           | 1470 – 1471                         |
| Calendário bahá'í                                                            | 176 – 177                           |
| Calendário budista                                                           | 2564                                |
| Calendário chinês                                                            | 4716 – 4717 Início a 25 de janeiro  |
| Calendário copta                                                             | 1736 – 1737                         |
| Calendário etíope                                                            | 2012 – 2013                         |
| Calendários hindus - Vikram Samvat - Calendário nacional indiano - Cáli Iuga | 2075 – 2076 1941 – 1942 5120 – 5121 |
| Calendário Holoceno                                                          | 12020                               |
| Calendário islâmico                                                          | 1442 – 1443                         |
| Calendário judaico                                                           | 5780 – 5781 Início a 19 de setembro |
| Calendário persa                                                             | 1398 – 1399 Início a 20 de março    |
| Calendário rúnico                                                            | 2270                                |
| Calendário solar tailandês                                                   | 2563                                |

2020 (MMXX, na numeração romana) foi um ano bissexto do século XXI que começou numa quarta-feira, segundo o calendário gregoriano. As suas letras dominicais foram ED. A terça-feira de Carnaval ocorreu a 25 de fevereiro e o domingo de Páscoa a 12 de abril. Segundo o horóscopo chinês, foi o ano do Rato, começando a 25 de janeiro.

| Evento                                                   | Data            | Hora  |
| -------------------------------------------------------- | --------------- | ----- |
| Aquário                                                  | 20 de janeiro   | 14:55 |
| Peixes                                                   | 19 de fevereiro | 04:57 |
| primavera no hemisfério norte e outono no hemisfério sul |                 |       |
| Carneiro/equinócio                                       | 20 de março     | 03:50 |
| Touro                                                    | 19 de abril     | 14:46 |
| Gémeos                                                   | 20 de maio      | 13:50 |
| verão no hemisfério norte e inverno no hemisfério Sul    |                 |       |
| Caranguejo/solstício                                     | 20 de junho     | 21:44 |
| Leão                                                     | 22 de julho     | 08:37 |
| Virgem                                                   | 22 de agosto    | 15:45 |
| Outono no Hemisfério Norte e Primavera no Hemisfério Sul |                 |       |
| Balança/equinócio                                        | 22 de setembro  | 13:31 |
| Escorpião                                                | 22 de outubro   | 23:00 |
| Sagitário                                                | 21 de novembro  | 20:40 |
| inverno no hemisfério norte e verão no hemisfério sul    |                 |       |
| Capricórnio/solstício                                    | 21 de dezembro  | 10:03 |

| UTC: Portugal Continental, Madeira, Guiné-Bissau e São Tomé e Príncipe Subtrair (-): 1 h nos Açores e Cabo Verde 2 h nas Ilhas oceânicas brasileiras 3 h em Brasília, em Goiás, na Amazônia Oriental Brasileira e no nordeste, sudeste e sul brasileiros 4 h na Amazônia Ocidental Brasileira, Mato Grosso e Mato Grosso do Sul 5 h no Acre e sudoeste do Amazonas Adicionar (+): 1 h em Angola e Guiné Equatorial 2 h em Moçambique 8 h em Macau 9 h em Timor-Leste. |
| Adicionar uma hora durante a vigência do horário de verão: Portugal Continental : De 29 de março a 25 de outubro de 2020 |

| Ano completo                           |
| -------------------------------------- |
| Ano bissexto com início à quarta-feira |

Foi um ano marcado pela pandemia de COVID-19, que levou à perturbação social e econômica global, causou inúmeras mortes, cancelamentos e adiamentos em massa de eventos – como as Olimpíadas, que iriam acontecer este ano, mas foram adiadas pela primeira vez na história – bloqueios mundiais e a maior recessão econômica desde a Grande Depressão dos anos 1930. A Geospatial World também o chamou de "o pior ano em termos de mudança climática", em parte devido a grandes desastres climáticos em todo o mundo, incluindo grandes incêndios florestais na Austrália e no oeste dos Estados Unidos, bem como a atividade extrema de ciclones tropicais que afetaram grandes partes de América do Norte. Um relatório de progresso das Nações Unidas publicado em dezembro de 2020 indicou que nenhum dos Objetivos de Desenvolvimento Sustentável internacionais para este ano foi alcançado.

## Eventos

### Janeiro

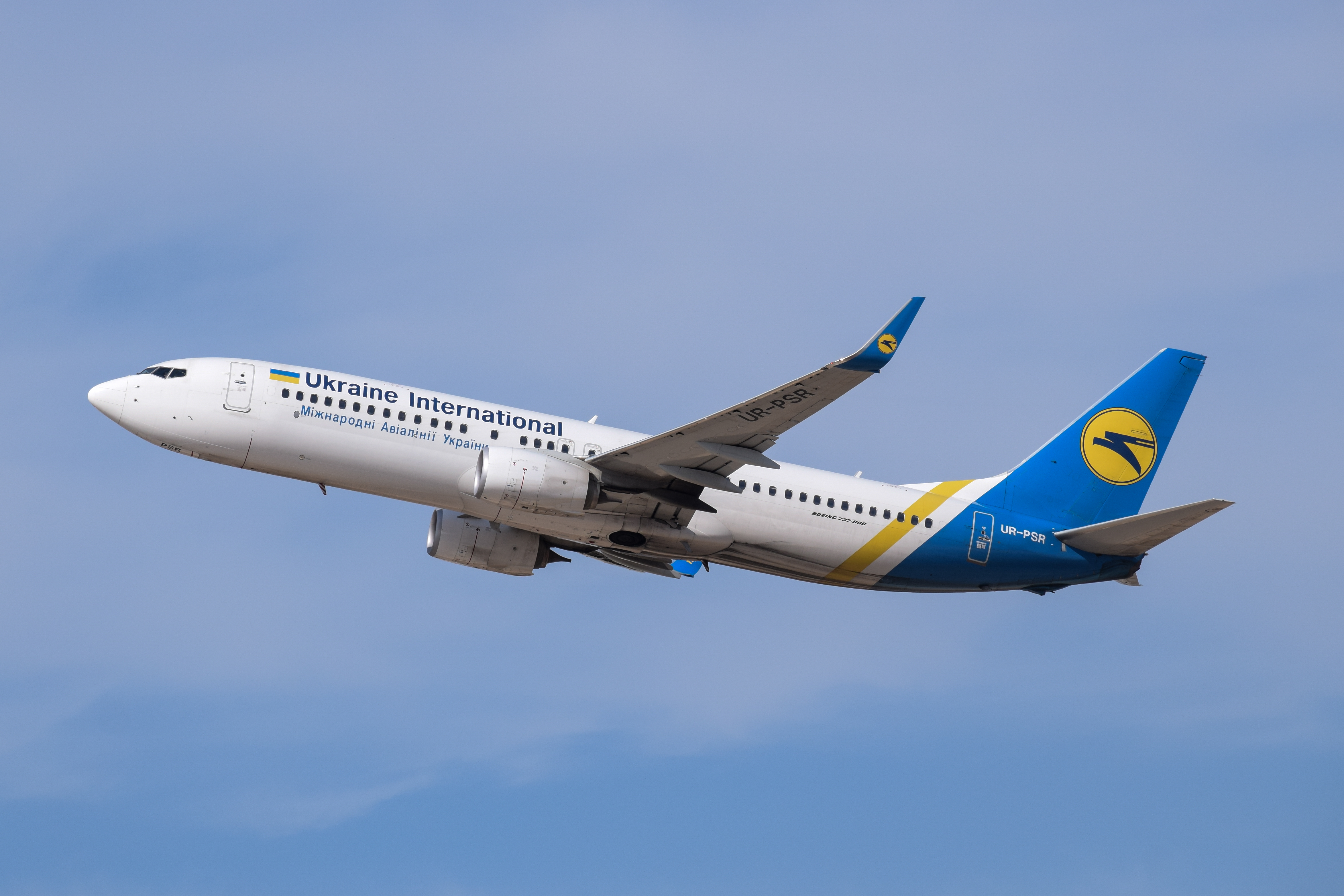
Boeing 737-800 da Ukraine envolvido na derrubada do Voo PS752 em Teerã, Irã

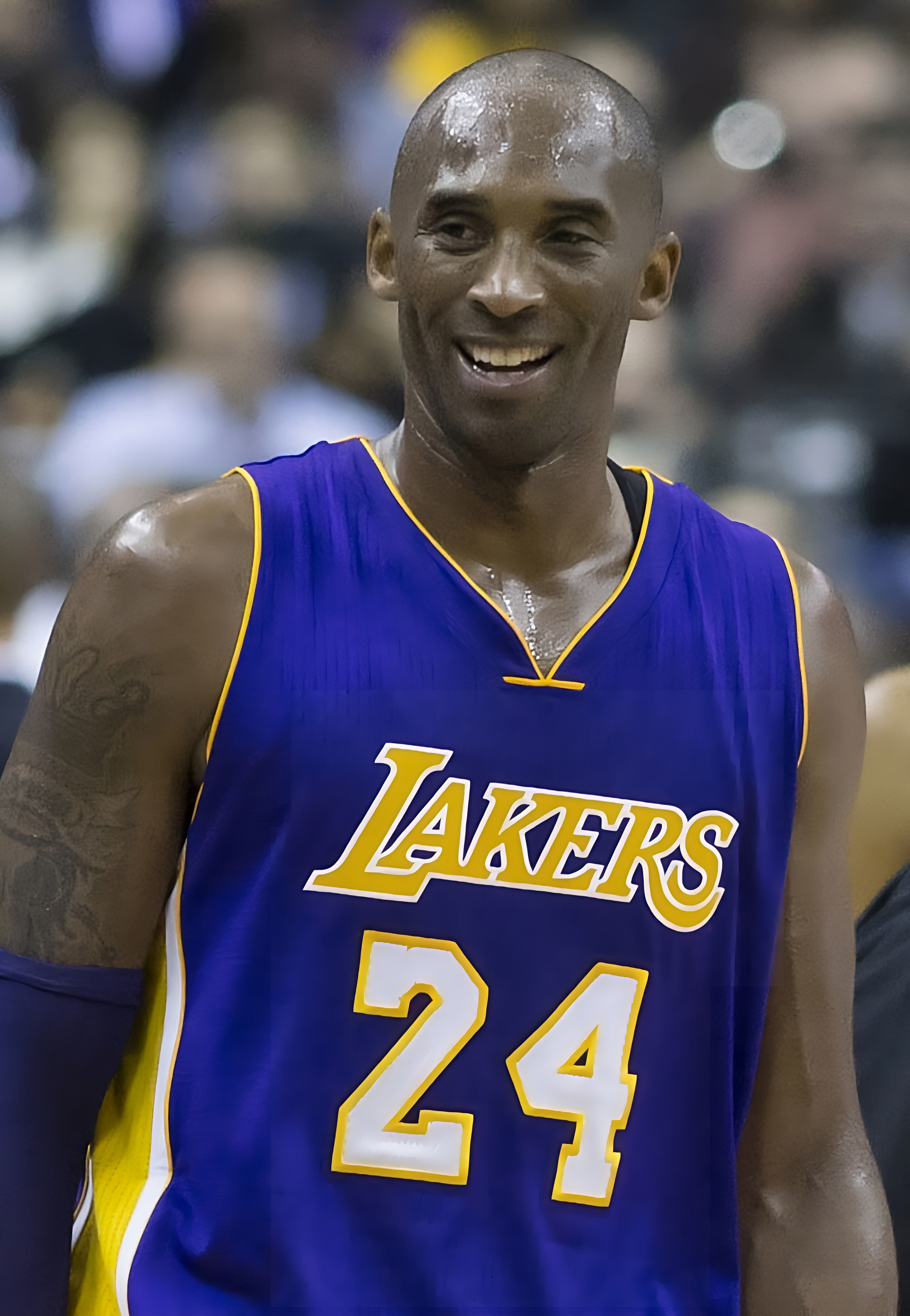
Kobe Bryant

- 1 de janeiro - Pelo menos 60 pessoas morrem e mais de 397 mil são deslocadas devido a inundações repentinas em Jacarta, capital da Indonésia.[1]
- 2 de janeiro - Incêndios na Austrália matam cerca de 500 milhões de animais.[2]
- 2 de janeiro - Bombardeio aéreo dos Estados Unidos em Bagdá, Iraque, mata general iraniano Qasem Soleimani e Abu Mahdi al-Muhandis, comandante iraquiano.[3]
- 5 de janeiro - Cerimônia de entrega do Globo de Ouro 2020.[4]
- 7 de janeiro - Astrônomos descobrem onda Radcliffe, a maior estrutura gasosa da Via Láctea.[5]
- 8 de janeiro
  - Voo Ukraine International Airlines 752 operado por um Boeing 737-800 é acidentalmente atingido por míssil iraniano pouco após decolagem de Teerã, matando todas as 176 pessoas a bordo.[6][7]
  - Forças iranianas atacam duas bases militares dos Estados Unidos no Iraque, como forma de retaliação ao ataque aéreo responsável pela morte de Qasem Soleimani.[8][9]
- 9 de janeiro - Início dos Jogos Olímpicos de Inverno da Juventude de 2020[10]
- 11 de janeiro
  - Em Omã, Haitham bin Tariq Al Said é nomeado novo sultão do país após morte de seu primo Qaboos bin Said Al Said aos 79 anos de idade.[11][12]
  - Tsai Ing-wen é reeleita presidente de Taiwan.[13]
  - China reporta primeira morte causada por pneumonia viral causada por novo coronavírus.[14]
- 13 de janeiro
  - Robert Abela torna-se primeiro-ministro de Malta após renúncia de Joseph Muscat.[15]
  - Nas Filipinas, vulcão Taal entra em erupção, levando à suspensão de todos os voos no Aeroporto Internacional Ninoy Aquino.[16]
- 14 de janeiro
  - Microsoft encerra suporte estendido de segurança ao seu sistema operacional Windows 7, ainda em uso por milhões de computadores em todo o mundo.[17]
  - Cientistas anunciam que grãos de poeira estelar pré-solares do meteorito Murchison se formaram há entre 5000 e 7000 milhões de anos, sendo o material sólido mais antigo encontrado na Terra até ao presente.[18]
- 15 de janeiro
  - Após a reconstrução, a Estação Antártica Comandante Ferraz é inaugurada pelo vice-presidente do Brasil Hamilton Mourão.
  - Mikhail Mishustin é nomeado primeiro-ministro da Rússia após renúncia de Dmitri Medvedev e seu gabinete.[19]
- 20 de janeiro - Na China, novo coronavírus infecta mais de dez mil pessoas, matando mais de 200.[20]
- 22 de janeiro - Fim dos Jogos Olímpicos de Inverno da Juventude de 2020[10]
- 24 de janeiro
  - Sismo em Elaze, Turquia, mata pelo menos 38 pessoas e deixa mais de mil feridas.[21]
  - Chuvas em Belo Horizonte e região metropolitana deixam pelo menos 45 mortos, mais de 13 000 desalojados e 3 354 desabrigados.[22]
- 26 de janeiro
  - Ex-jogador de basquete americano Kobe Bryant, sua filha Gianna e outras sete pessoas morrem em acidente de helicóptero perto de Calabasas, Califórnia.[23]
  - No Grammy Awards, Billie Eilish ganha prêmio de Melhor Artista Revelação, além de Canção, Gravação e Álbum do Ano por "Bad Guy" e When We All Fall Asleep, Where Do We Go?, a segunda vez na história da premiação.[24]
- 30 de janeiro - Organização Mundial da Saúde declara surto de doença respiratória de novo coronavírus uma "Emergência de Saúde Pública de Âmbito Internacional".[25]
- 31 de janeiro - Reino Unido sai formalmente da União Europeia.[26][27]

### Fevereiro
- 2 de fevereiro

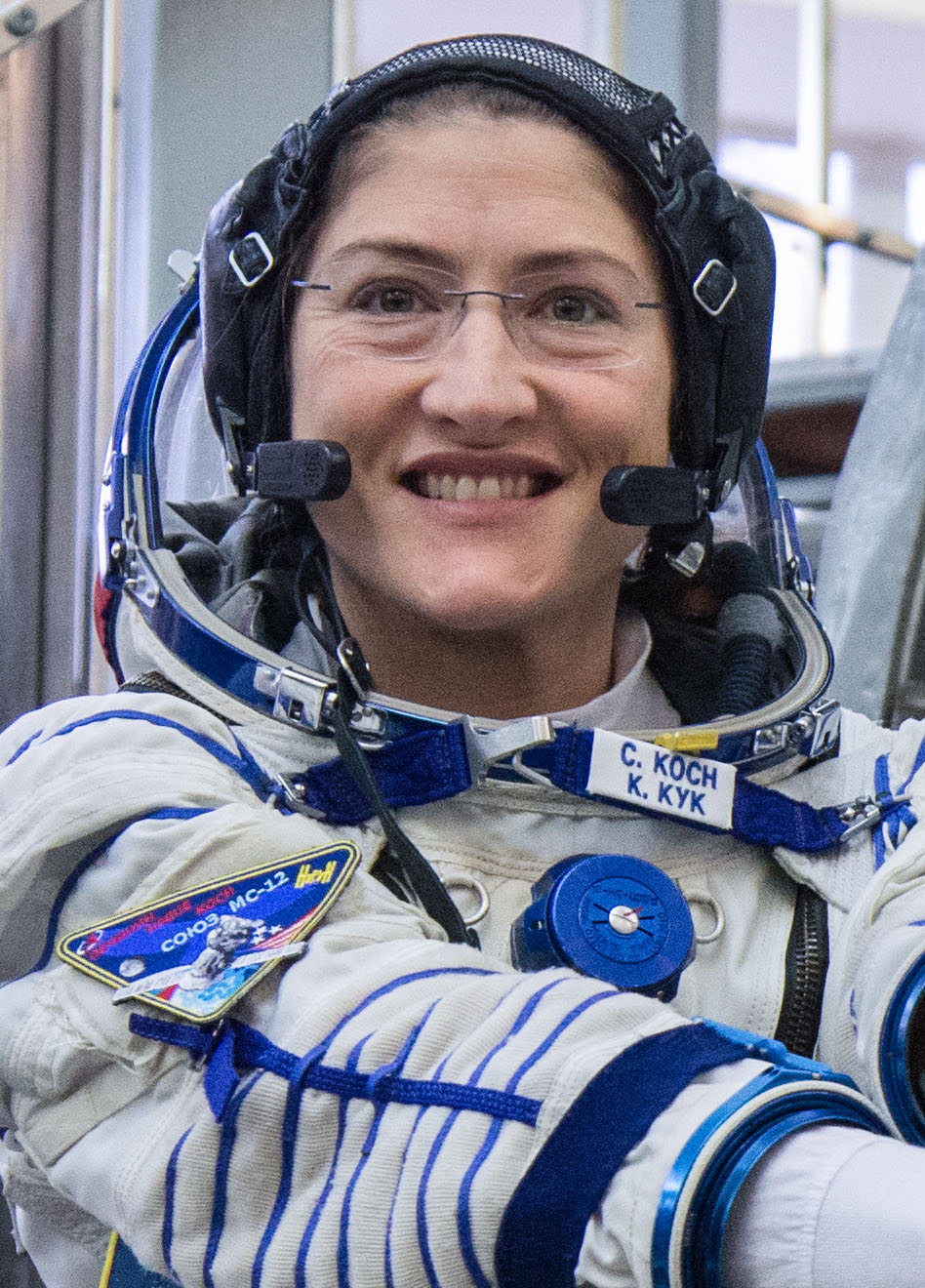
Christina Koch

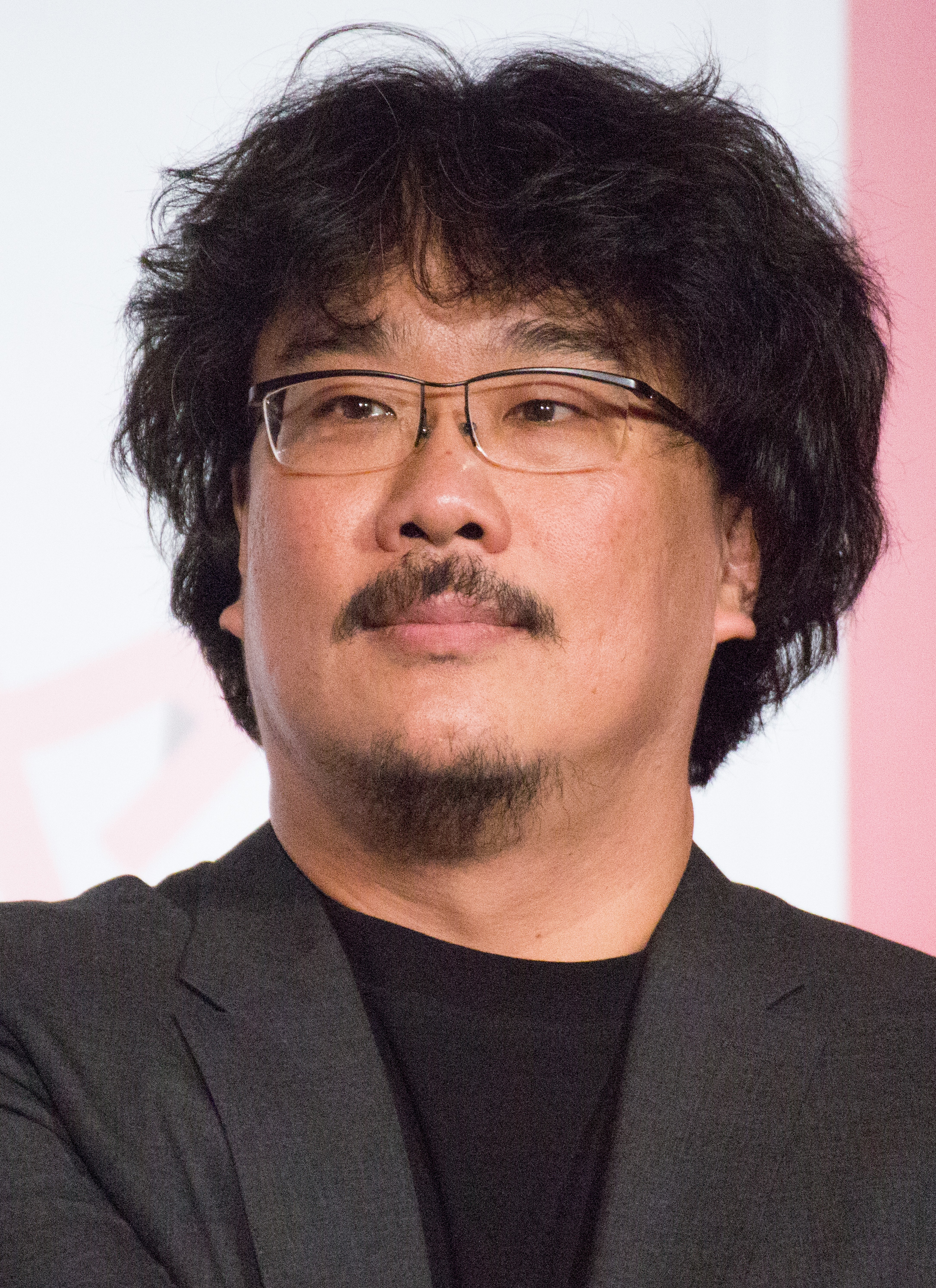
Bong Joon-ho, diretor do filme sul-coreano Gisaengchung

  - No futebol americano, o Kansas City Chiefs derrota o San Francisco 49ers para vencer o Super Bowl LIV.[28]
  - No British Academy Film Awards, 1917 vence prêmio de Melhor Filme, juntamente com outros seis prêmios.[29]
- 5 de fevereiro - Senado dos Estados Unidos vota pela absolvição do presidente Donald Trump dos crimes de abuso de poder e obstrução do Congresso.[30]
- 6 de fevereiro - Astronauta Christina Koch aterrissa na Soyuz MS-13 após completar 328 dias no espaço, a maior duração contínua para uma mulher, superando o recorde de 289 dias de Peggy Whitson.[31]
- 8 de fevereiro - Atentado em Korat, Tailândia, deixa 30 mortos e mais de 50 feridos, tornando-se no tiroteio em massa mais mortal da história do país.[32]
- 9 de fevereiro - No Oscar, Gisaengchung vence em quatro categorias, incluindo as de Melhor Diretor e Melhor Filme, o primeiro em língua estrangeira a vencer tal categoria.[33]
- 11 de fevereiro - Eleições parlamentares na Irlanda terminam com nenhum partido ocupando a maioria dos assentos na Dáil Éireann.[34]
- 19 de fevereiro - Tiroteios em Hanau, Alemanha, deixam pelo menos dez mortos e vários feridos.[35]
- 24 de fevereiro - Produtor cinematográfico estadunidense Harvey Weinstein é condenado por dois crimes sexuais.[36]
- 25 de fevereiro - Bob Iger deixa a presidência da The Walt Disney Company após 15 anos e é sucedido por Bob Chapek. Durante sua gestão, Iger esteve a frente das aquisições da Pixar, Marvel Entertainment, LucasFilm e 21st Century Fox pela empresa.[37]
- 26 de fevereiro
  - Unidos do Viradouro é campeã do Carnaval do Rio de Janeiro pela segunda vez.[38]
  - A pandemia de COVID-19 no Brasil teve início após a confirmação de uma pessoa que retornou da Itália e testou positivo para o SARS-CoV-2, causador da COVID-19.
- 29 de fevereiro - Estados Unidos e Talibã assinam acordo que estabelece uma estrutura para finalizar guerra no Afeganistão.[39][40]

### Março

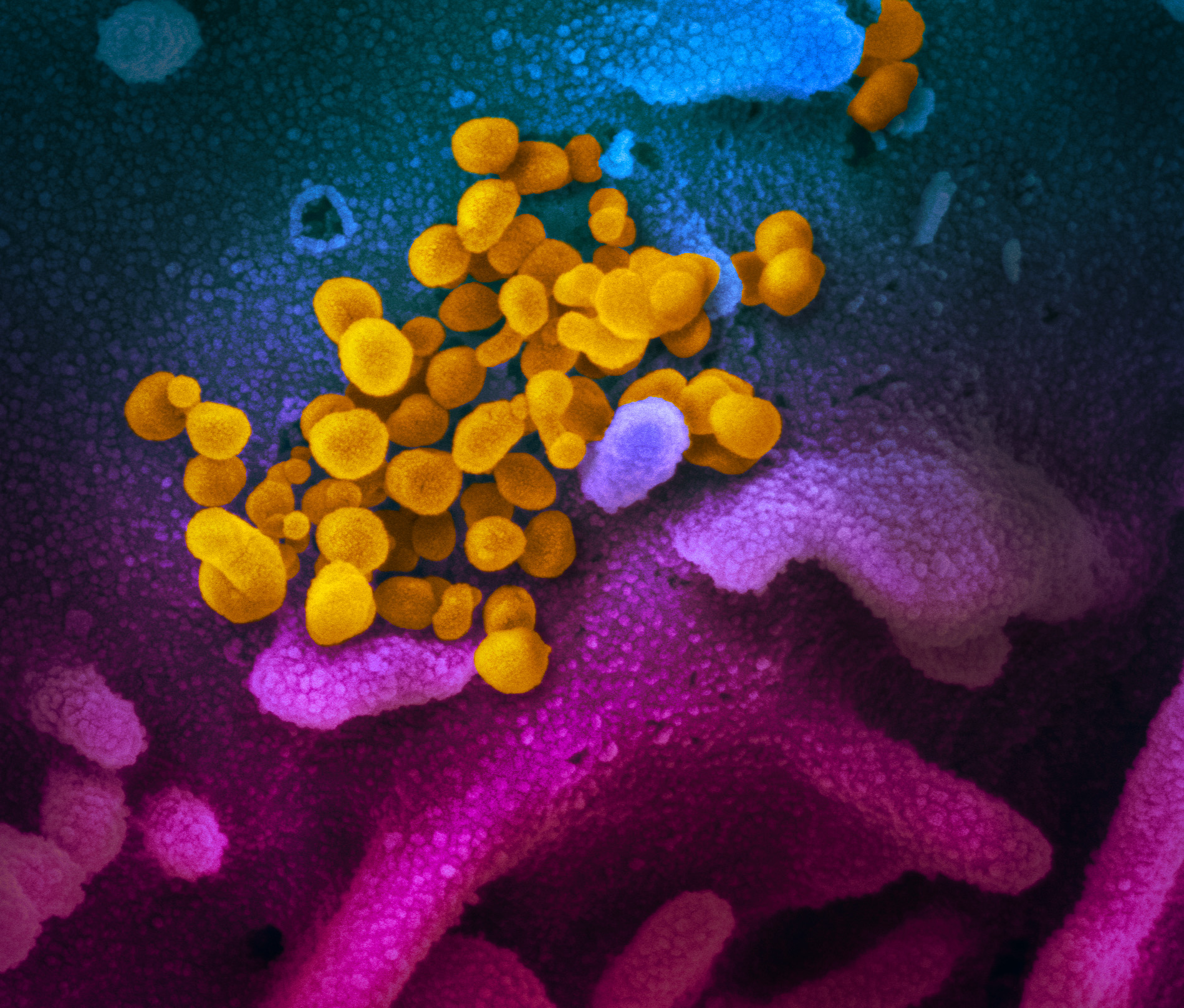
Representação gráfica do vírus SARS-CoV-2, causador da doença COVID-19 e da pandemia de coronavírus

- 3 de março - Yvonne Farrell e Shelley McNamara ganham Prêmio Pritzker de Arquitetura.[41]
- 4 de março - Ronaldinho Gaúcho e o irmão Assis são detidos em Assunção, no Paraguai, por uso de documentos falsos. Dois dias depois, a Justiça do país decreta ordem de prisão contra ambos.[42]
- 9 de março - Governo da Itália implementa quarentena nacional em resposta à pandemia de coronavírus no país.[43][44]
- 11 de março - Organização Mundial da Saúde declara como pandemia a doença do surto de novo coronavírus no mundo.[45]
- 12 de março
  - Mercados de ações globais sofrem seu maior declínio em um único dia desde a segunda-feira negra de 1987.[46]
  - Início das Eliminatórias da Copa do Mundo FIFA de 2022 na zona sul-americana (CONMEBOL) é adiado devido à pandemia de COVID-19.[47]
  - Início do Campeonato Mundial de Fórmula 1 da FIA com o Grande Prêmio da Austrália, que seria realizado em Melbourne, é cancelado devido à pandemia de coronavírus.[48]
- 17 de março - Campeonato Europeu de Futebol de 2020 e Copa América de 2020 são adiados pela UEFA e CONMEBOL, respectivamente, devido à pandemia de COVID-19.[49][50]
- 18 de março
  - Festival Eurovisão da Canção 2020 é cancelado devido à pandemia de COVID-19, sendo a primeira vez da história que esse evento é cancelado, desde sua criação em 1956.[51]
  - Edwin Catmull e Pat Hanrahan recebem Prêmio Turing por seus trabalhos em imagens geradas por computador.[52]
  - Paleontólogos anunciam a descoberta de Asteriornis maastrichtensis, a espécie definitiva mais antiga de ave moderna, que viveu no final da era Mesozoica.[53]
- 24 de março - O COI, ciente da pandemia da COVID-19 em curso, decide adiar os Jogos Olímpicos de Tóquio 2020. Com isso, a edição dos jogos torna-se a primeira a ser postergada desde o início da Era Moderna.[54]
- 27 de março - Macedónia do Norte torna-se o 30.º membro da OTAN.[55]

### Abril
- 3 de abril - Provocado por causa da pandemia de COVID-19 após 27 temporadas e quase 25 anos chega ao fim a série de novela teen da TV Globo Malhação.[56]

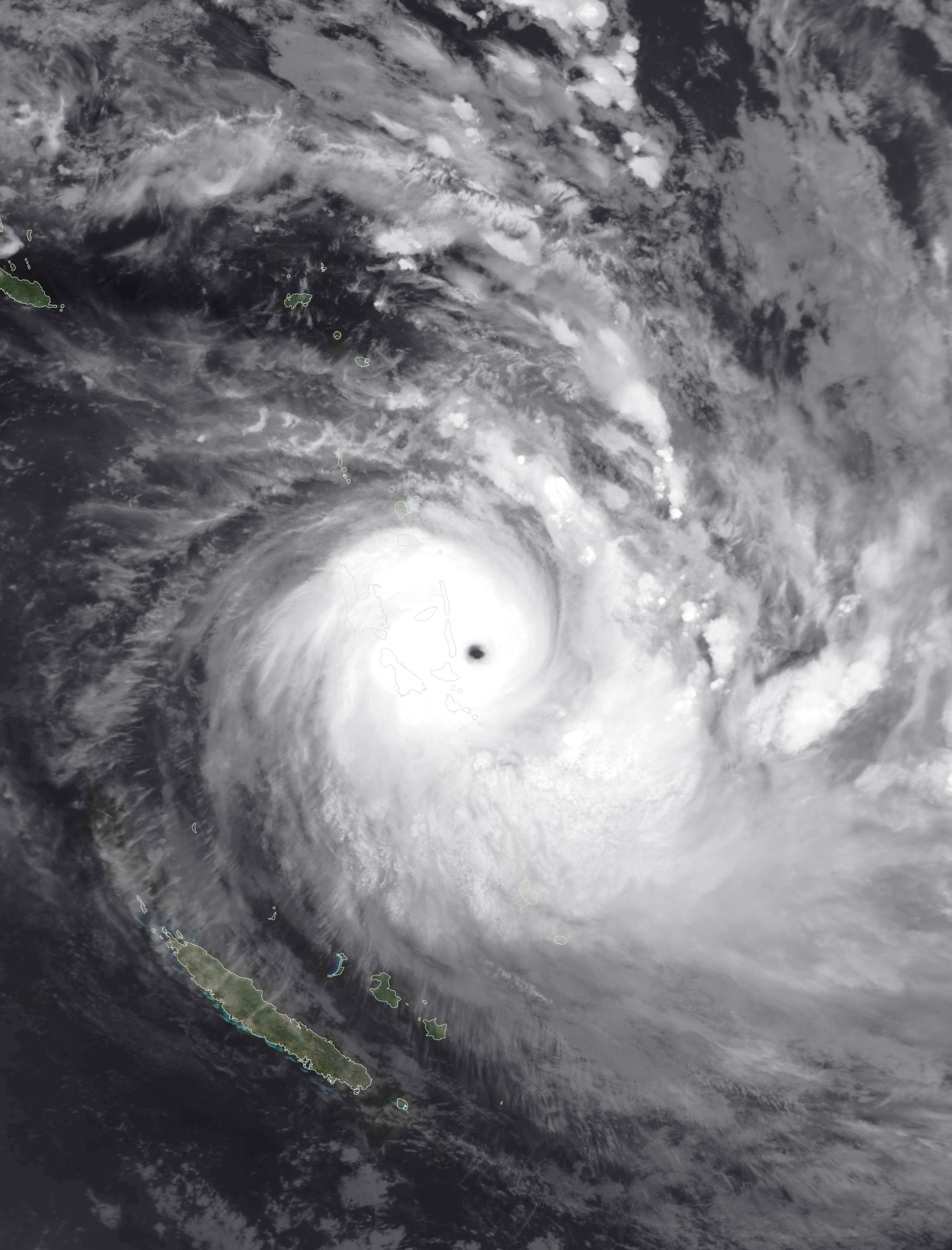
Ciclone Harold na intensidade máxima, pouco depois de atravessar a Pentecostes, em Vanuatu

- 6 de abril - Ciclone Harold atinge as Ilhas Salomão, Vanuatu, Fiji e Tonga, matando pelo menos trinta pessoas.[57]
- 7 de abril - Suprema Corte da Austrália anula condenação do cardeal George Pell por abuso sexual de menores e ordena sua absolvição.[58]
- 13 de abril - Trinta e oito pessoas são mortas durante um surto de tornado no sudeste dos Estados Unidos.[59]
- 15 de abril - Nas eleições legislativas sul-coreanas, o Partido Democrático e seus aliados aumentam sua maioria na Assembleia Nacional.[60]
- 19 de abril
  - Série de ataques na província de Nova Escócia, Canadá, deixa pelo menos dezoito pessoas mortas, tornando-se no ataque mais mortal desse gênero na história do país.[61]
  - Manifestação em Tel Aviv, Israel, contra o primeiro-ministro Benjamin Netanyahu e o partido Likud. Por conta da COVID-19, os manifestantes usaram máscaras e tomaram distância de 2 metros entre eles.[62]
- 20 de abril - Após dezessete meses de impasse, os partidos Likud e Azul e Branco chegam a um acordo para Benjamin Netanyahu e Benny Gantz compartilharem o poder em Israel.[63]
- 28 de abril - Casos confirmados de COVID-19 nos Estados Unidos chegam a 1 milhão.[64]

### Maio

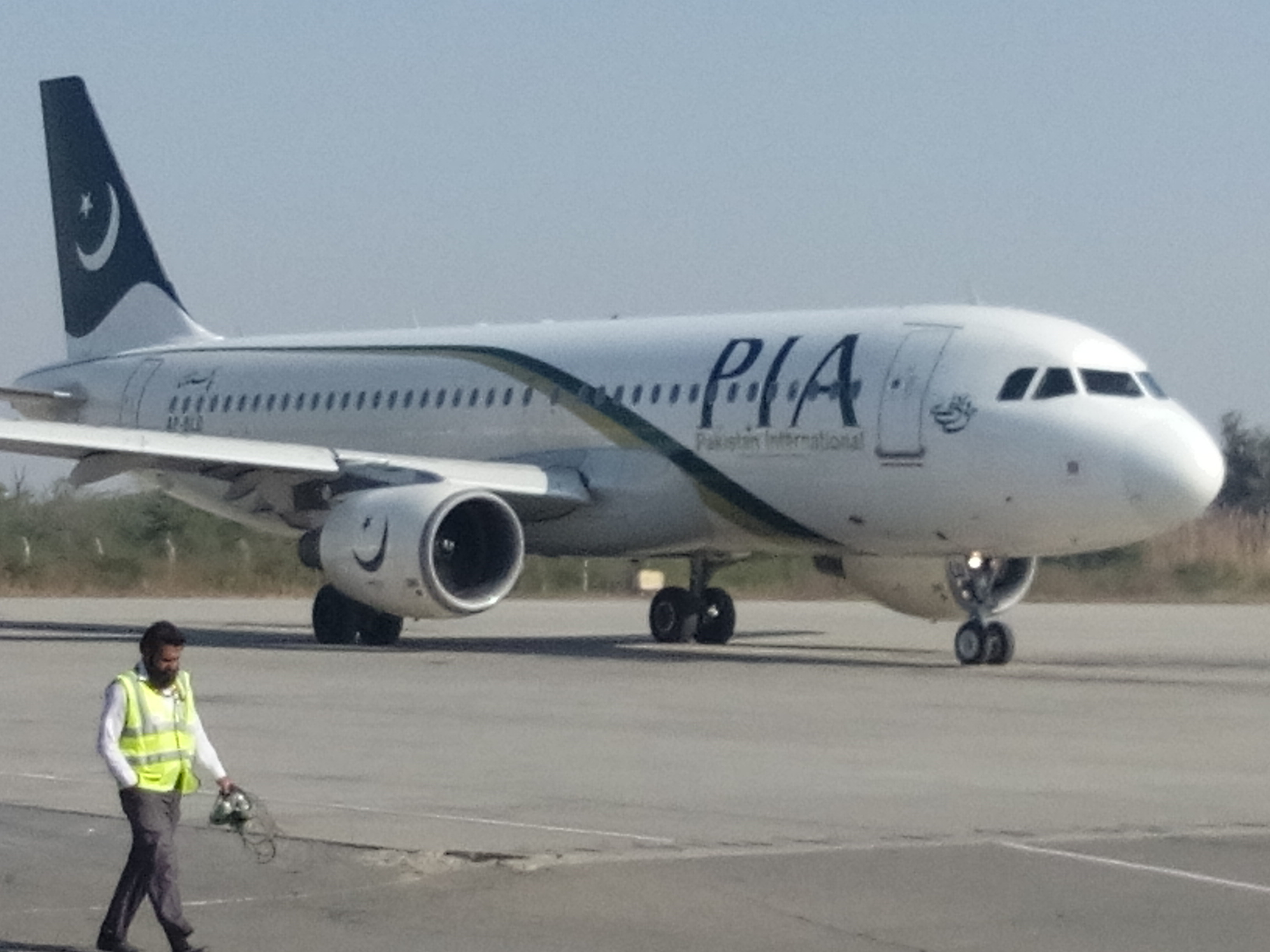
Airbus A320 da PIA de registro AP-BLD, envolvido no acidente do Voo 8303 em Carachi

- 5 de maio - Nas Filipinas, a rede de televisão líder do país ABS-CBN recebe ordem para interromper transmissão pela Comissão Nacional de Telecomunicações do país.[65]
- 6 de maio - Astrônomos anunciam a descoberta do primeiro buraco negro localizado em um sistema estelar visível a olho nu.[66]
- 7 de maio - Vazamento de gás em Andra Pradexe, Índia, mata pelo menos onze pessoas e deixa mais de mil feridas.[67]
- 10 de maio - A fragata Jamaran da Marinha do Irã atinge acidentalmente o navio auxiliar Konarak com um míssil, matando dezenove marinheiros.[68]
- 22 de maio - Airbus A320 da PIA que operava o Voo 8303, cai ao fazer a segunda tentativa de pouso em Carachi, Paquistão, matando noventa e sete pessoas, apenas duas sobrevivem.[69][70]
- 25 de maio - Nos Estados Unidos, protestos eclodem após morte de George Floyd durante uma operação policial em Minneapolis.[71][72][73]
- 28 de maio - Estados Unidos alcançam a marca de 100 mil mortes por COVID-19.[74]
- 30 de maio - Crew Dragon Demo-2 se torna a primeira missão espacial tripulada a ser lançada a partir dos EUA desde o fim do programa do Ônibus Espacial.[75]

### Junho

Animação do "Ciclone bomba" na região sul do Brasil

- 7 de junho - Presidente russo Vladimir Putin declara estado de emergência devido a um derramamento de óleo diesel causado pela ruptura de um tanque perto de Norilsk.[76]
- 11 de junho - Estados Unidos chegam aos dois milhões de casos confirmados de COVID-19.[77]
- 21 de junho - Coalizão liderada pelo presidente Aleksandar Vučić e seu Partido Progressista Sérvio vence a maioria nas eleições parlamentares boicotadas pelos principais partidos da oposição.[78]
- 23 de junho - Terremoto atinge o México na região central e sul, com magnitude de 7,5, deixando seis mortos e trinta feridos, tendo seu epicentro no estado de Oaxaca.[79]
- 25 de junho - No futebol, o Liverpool vence a Premier League, seu primeiro título da liga desde 1990.[80][81]
- 28 de junho - Lazarus Chakwera eleito presidente do Malawi em novas eleições ordenadas pelo Tribunal Constitucional após a descoberta de irregularidades durante as eleições de 2019.[82]
- 29 de junho - Ataque à Bolsa de Valores do Paquistão em Carachi deixa oito pessoas mortas e outras sete feridas.[83][84]
- 30 de junho - Entre protestos, China aprova lei de segurança nacional, ignorando o Conselho Legislativo de Hong Kong.[85]

### Julho
- 2 de julho

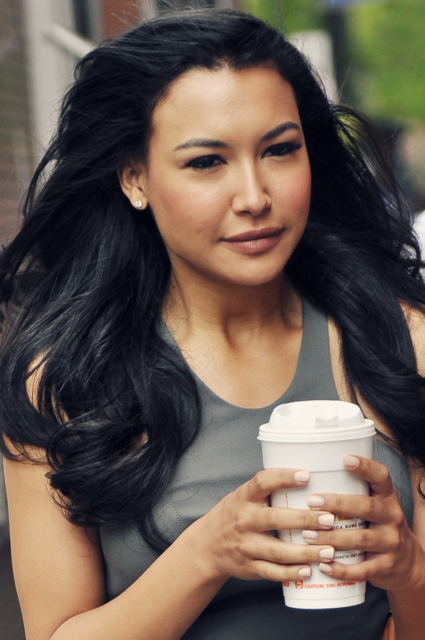
Naya Rivera

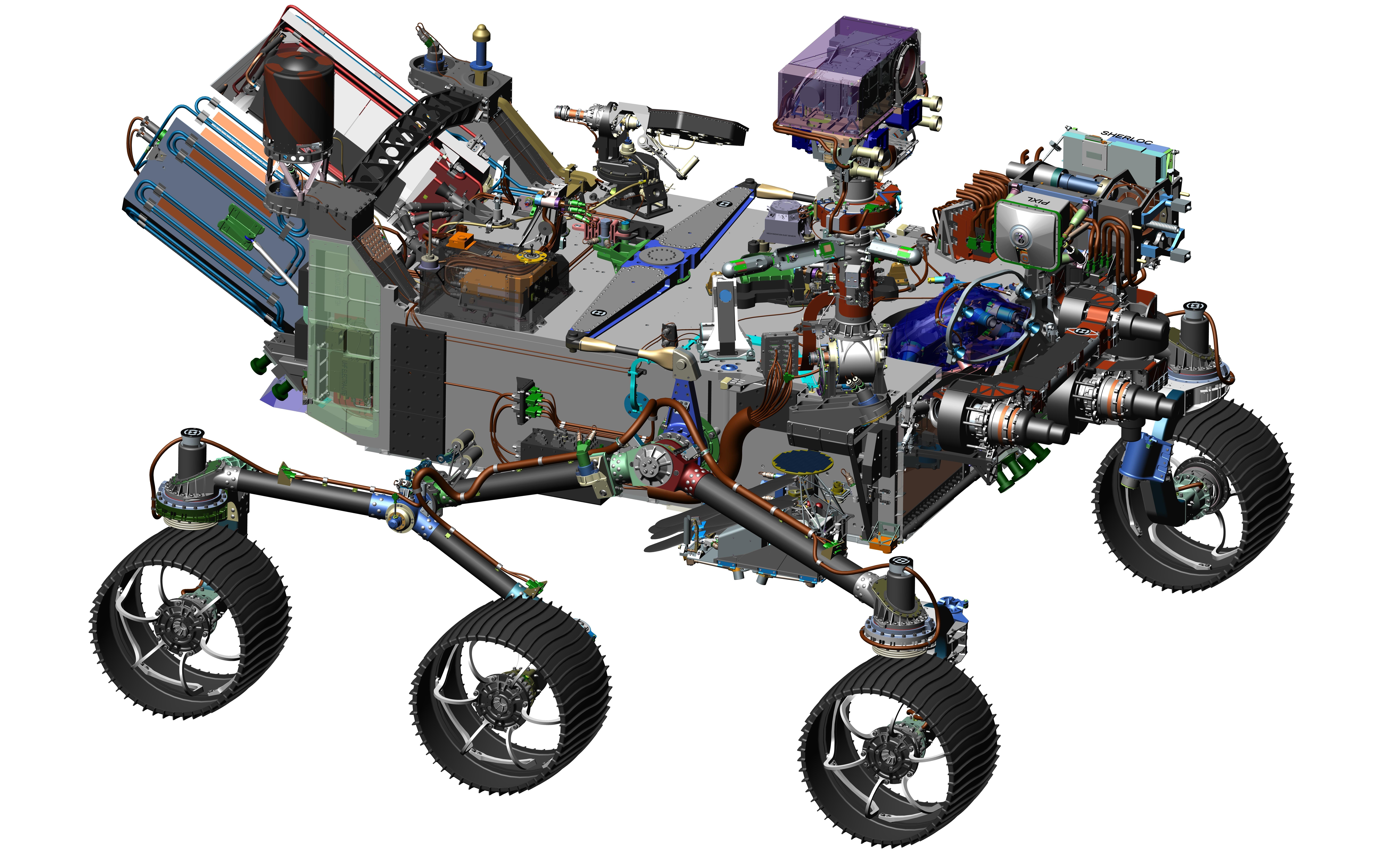
O rover planetário Perseverance

  - Eleitores russos votam a favor das mudanças na constituição do país, uma das quais permite que o presidente Vladimir Putin permaneça no cargo até 2036.[86][87][88][89]
  - Deslizamento de terra em uma mina de jade em Hpakant, Myanmar, mata mais de 170 pessoas e deixa pelo menos outras cem desaparecidas.[90]
  - Agências policiais europeias infiltram-se no EncroChat, suposto sistema de comunicação criminal, levando à prisão de mais de 700 pessoas.[91]
- 4 de julho - Inundações em Kyushu, Japão, matam pelo menos 56 pessoas.[92]
- 5 de julho - Ocorrência de um eclipse lunar penumbral, totalmente visível na América (com excepção da Alasca e do extremo norte do Canadá), no sudoeste da Europa e no oeste da África.[93]
- 7 de julho - Ônibus colide com reservatório de água em Anshun, China, matando 21 pessoas e ferindo 16 outras.[94].
- 9 de julho - Prefeito de Seul, Park Won-soon, é encontrado morto aos 64 anos.[95]
- 10 de julho - Santa Sofia, em Istambul, convertida novamente em mesquita por decreto do presidente da Turquia Recep Tayyip Erdoğan.[96]
- 13 de julho
  - Andrzej Duda reeleito presidente da Polônia.[97][98]
  - A atriz Naya Rivera é encontrada morta após ter estado cinco dias desaparecida.[99][100]
- 15 de julho - Ferramentas administrativas do Twitter são hackeadas e usadas para promover golpe de bitcoin através de diversas contas oficiais.[101][102]
- 26 de julho - Uma Série de ataques a terras agrícolas disputadas em Darfur, Sudão, deixa mais de oitenta pessoas mortas e várias aldeias destruídas.[103]
- 30 de julho - Lançamento da missão Perseverance da NASA para estudar a habitabilidade de Marte em preparação para futuras missões humanas.[104]

### Agosto

Explosões no porto de Beirute

- 4 de agosto - Explosões na região portuária de Beirute, Líbano, deixa mais de cem mortos e mais de quatro mil feridos. A causa foi apontada para um armazém contendo nitrato de amônio, gerando energia equivalente a um terremoto de 3,3 na escala de Richter.[105][106]
- 5 de agosto - Número mundial de mortes causadas pela COVID-19 ultrapassa a marca de 700 000.[107]
- 7 de agosto - Avião da Air India Express com 191 pessoas a bordo sai da pista em um aeroporto em Querala, Índia, matando pelo menos dezoito pessoas.[108][109][110][111]
- 11 de agosto - Presidente russo, Vladimir Putin, anuncia que a Rússia aprovou Sputnik V, a primeira vacina contra a COVID-19 a ser aprovada.[112]
- 13 de agosto - Israel e os Emirados Árabes Unidos conciliam um tratado de paz para normalizar as relações entre ambos os países.[113][114][115]
- 17 de agosto - protestos na Argentina contra o governo de Alberto Fernández[116]
- 22 de agosto - Número mundial de mortes causadas pela COVID-19 ultrapassa a marca de 800 000.[117]
- 25 de agosto - África é declarada livre da poliomielite selvagem, o segundo vírus a ser erradicado do continente desde a varíola, 40 anos antes.[118][119]
- 26 de agosto - CEO da Amazon, Jeff Bezos, torna-se a primeira pessoa na história a ter um patrimônio líquido superior a 200 bilhões de dólares, de acordo com a Forbes.[120]
- 30 de agosto - Forte sismo atinge o estado da Bahia, deixando mais de 9 famílias desabrigadas e 10 casas danificadas.[121]

### Setembro

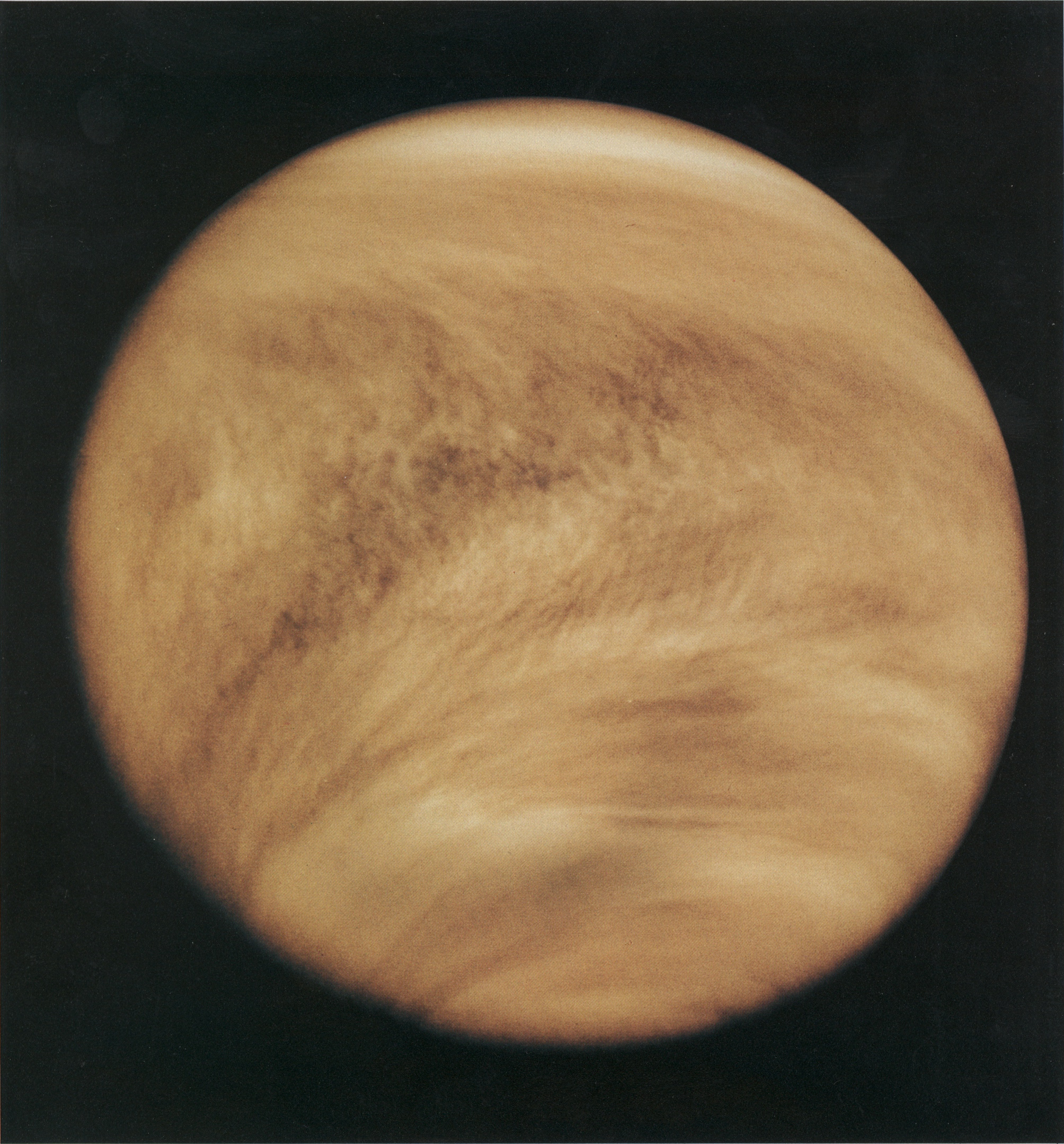
A atmosfera de Vénus vista em ultravioleta pelo Pioneer Venus Orbiter, em 1979

- 2 de setembro - Lançamento da cédula de duzentos reais.[122]
- 10 de setembro - Número mundial de mortes causadas pela COVID-19 ultrapassa a marca de 900 000.[123]
- 13 de setembro - No tênis, Naomi Osaka vence o Simples Feminino e Dominic Thiem vence o Simples Masculino no US Open.[124][125]
- 14 de setembro - Astrônomos relatam a detecção de fosfina, uma possível assinatura de vida orgânica, na atmosfera de Vênus.[126][127][128][129]
- 16 de setembro - Após renúncia de Shinzō Abe, Yoshihide Suga torna-se primeiro-ministro do Japão.[130][131]
- 20 de setembro - Nos Prémios Emmy do Primetime, Schitt's Creek vence como melhor série de comédia, e Succession vence como melhor série de drama.[132][133][134]
- 22 de setembro - Os Estados Unidos superam 200 mil mortes pela COVID-19, com quase 7 milhões de infectados.[135]
- 25 de setembro - Itália vota para emendar sua constituição para reduzir o tamanho de seu Parlamento em um terço.[136]
- 27 de setembro - Forças Armadas do Azerbaijão e Arménia entram em confronto em Nagorno-Karabakh, instaurando lei marcial e mobilização total na Arménia e na autoproclamada República de Artsakh.[137][138]
- 28 de setembro - Número mundial de mortes causadas pela COVID-19 ultrapassa a marca de 1 000 000.[139][140]
- 29 de setembro - Nawaf Al-Ahmad Al-Jaber Al-Sabah torna-se Emir do Kuwait após morte de seu meio-irmão, Sabah Al-Ahmad Al-Jaber Al-Sabah, aos 91 anos.[141][142][143]

### Outubro

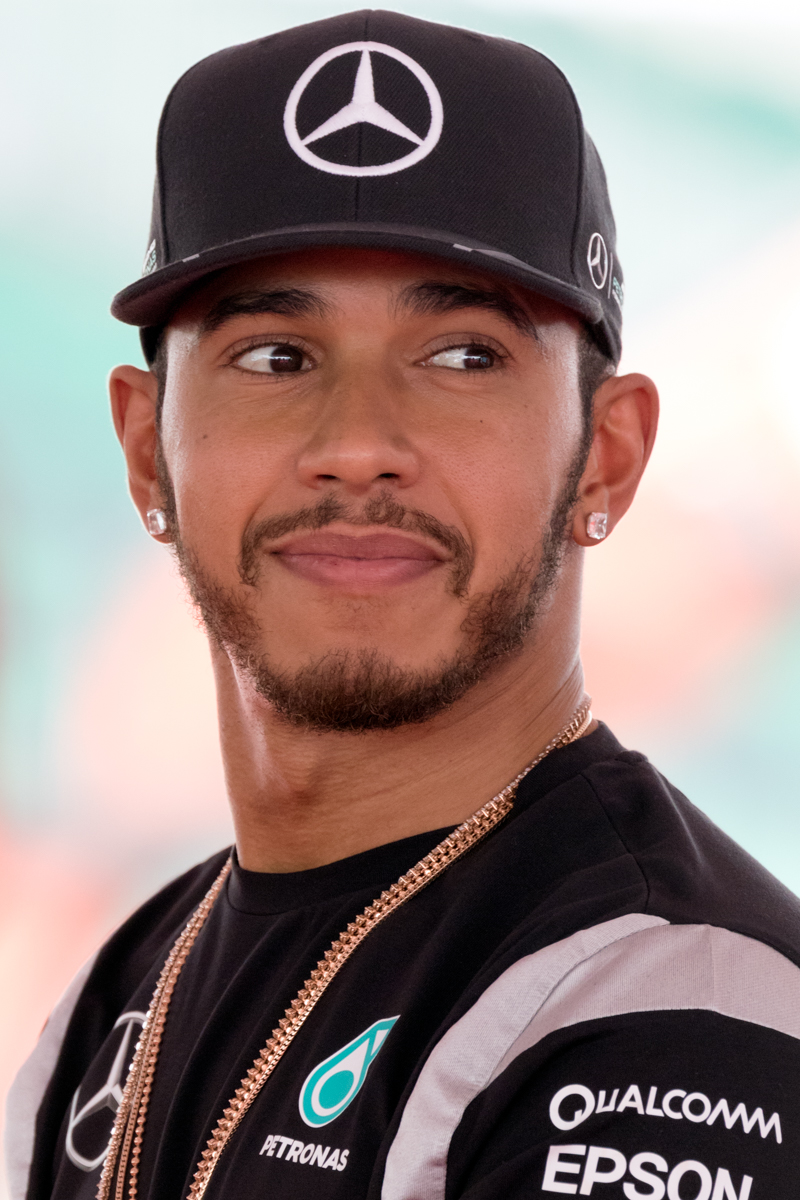
Lewis Hamilton, recordista de vitórias na Fórmula 1

- 4 de outubro - Após novo referendo, Nova Caledônia decide permanecer como território ultramarino da França.[144]
- 11 de outubro
  - No basquetebol, Los Angeles Lakers derrota o Miami Heat para vencer as finais da NBA.[145]
  - No tênis, Iga Świątek e Rafael Nadal vencem o Simples Feminino e o Simples Masculino, respectivamente, no Roland Garros.[146][147]
  - No Grande Prêmio do Cinema Brasileiro 2020, Bacurau recebeu o prêmio de Melhor Filme.[148]
- 5 a 9 e 12 de outubro - Anunciados laureados de 2020 com Nobel de Fisiologia ou Medicina,[149] Física,[150] Química,[151] Literatura,[152] Paz[153] e Ciências Económicas.[154]
- 15 de outubro - Em meio a protestos eleitorais, Sooronbay Jeenbekov renúncia ao cargo de presidente do Quirguistão e primeiro-ministro Sadyr Japarov declara-se presidente interino do país.[155]
- 17 de outubro - Partido Trabalhista da Nova Zelândia, liderado pela atual primeira-ministra Jacinda Ardern, ganha a maioria dos assentos nas eleições gerais do país.[156]
- 21 de outubro - Sonda OSIRIS-REx pousa e coleta uma amostra do asteroide Bennu.[157][158][159]
- 25 de outubro - No automobilismo, Lewis Hamilton vence o Grande Prémio de Portugal e quebra o recorde mundial de vitórias na Fórmula 1, somando 92 triunfos.[160]
- 29 de outubro - Ataque a faca na basílica de Notre-Dame de Nice, França, deixa três pessoas mortas.[161][162]
- 30 de outubro - Sismo no mar Egeu mata pelo menos 110 pessoas e deixa mais outras 1 000 feridas.[163]
- 31 de outubro - Após nove anos de atraso, é finalmente inaugurado o Aeroporto de Berlim-Brandemburgo.[164]

### Novembro

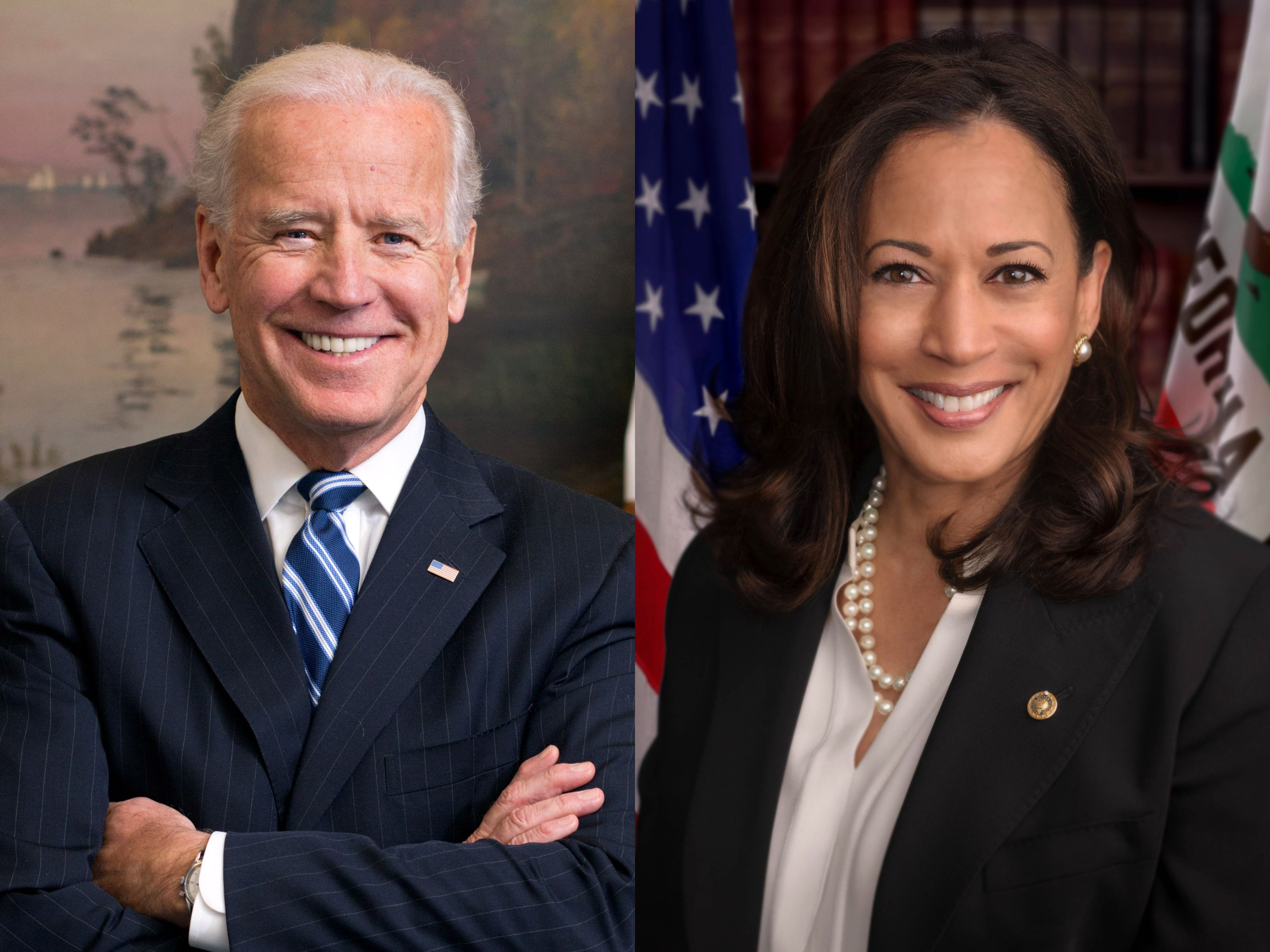
Joe Biden, presidente eleito, e Kamala Harris, primeira mulher vice-presidente dos Estados Unidos, respectivamente

- 2 de novembro - Tiroteios em Viena, Áustria, matam cinco pessoas e ferem mais de quinze outras.[165]
- 3 de novembro
  - Furacão Eta atinge a Nicarágua como furacão de categoria 4, matando mais de 200 pessoas.[166]
  - Atentado no campus da Universidade de Cabul, Afeganistão, mata 35 pessoas e fere 50 outras.[167]
- 7 de novembro - Joe Biden vence eleição presidencial, enquanto Kamala Harris elege-se a primeira mulher vice-presidente dos Estados Unidos.[168][169]
- 9 de novembro - Presidente peruano Martín Vizcarra é destituído do cargo por um processo de impeachment, e Manuel Merino torna-se presidente do país.[170][171]
- 10 de novembro - Armênia e Azerbaijão assinam acordo de cessar-fogo mediado pela Rússia para encerrar guerra no Alto Carabaque.[172][173]
- 11 de novembro - No Prêmio Multishow de Música Brasileira 2020, Ivete Sangalo e Gusttavo Lima receberam, respectivamente, os prêmios de Melhor Cantora e Melhor Cantor. Ludmilla recebeu o prêmio de Melhor Canção por sua canção Verdinha. Já o SuperJurí escolheu Braile, de Rico Dalasam e Dinho, como Canção do Ano.[174]
- 12 de novembro - Lançamento do PlayStation 5.[175]
- 15 de novembro
  - Países da Ásia-Pacífico assinam a Parceria Regional Econômica Abrangente, o maior tratado de livre-comércio do mundo.[176][177][178]
  - No Peru, após impeachment e destituição de Martín Vizcarra, presidente Manuel Merino renúncia cinco dias após tomar posse, em meio a protestos nacionais.[179][180]
  - No automobilismo, Lewis Hamilton sagra-se campeão mundial de Fórmula 1 pela sétima vez, enquanto Mercedes ganha Campeonato Mundial de Construtores pelo sétimo ano consecutivo.[181][182]
- 16 de novembro - SpaceX Crew-1 é lançado com os astronautas Michael Hopkins, Victor Glover, Soichi Noguchi e Shannon Walker.[183][184]
- 19 de novembro - Fundação Nacional da Ciência anuncia a desativação do Radiotelescópio de Arecibo, em Porto Rico.[185]

### Dezembro
- 2 de dezembro - Reino Unido aprova a vacina BNT162b2 da Pfizer, sendo o primeiro país do mundo a seguir à Rússia a aprovar uma vacina contra a COVID-19.[186]
- 8 de dezembro - O Reino Unido torna-se a primeira nação a aplicar as primeiras doses da vacina contra a COVID-19 da Pfizer/BioNTech.
- 10 de dezembro
- The Game Awards 2020, The Last of Us Part II ganha o prêmio de Jogo do Ano, além de outros seis.[187]
- Lançamento do game Cyberpunk 2077.
- 14 de dezembro - Ocorre um eclipse solar total, que pode ser visto no Peru, Bolívia, Chile, Argentina, Uruguai, Paraguai, a maior parte do Brasil e nos oceanos adjacentes.[188]
- 17 de dezembro - A Caipirinha de Tarsila do Amaral, a obra foi comprada por R$ 57,5 milhões é novo recorde para a arte brasileira.
- 21 de dezembro - Ocorre uma grande conjunção de Júpiter e Saturno, com os dois planetas separados no céu por 0,1 graus. Esta é a conjunção mais próxima entre os dois planetas desde 1623.[189][190]
- 31 de dezembro - Fim do período de transição do Brexit.[191]

## Prémio Nobel
- Fisiologia ou Medicina – Harvey J. Alter., Michael Houghton e Charles M. Rice[149]
- Química – Emmanuelle Charpentier e Jennifer Doudna[151]
- Física – Roger Penrose, Reinhard Genzel e Andrea Ghez[150]
- Literatura – Louise Glück[152]
- Paz – Programa Alimentar Mundial[153]
- Ciências Económicas em Memória de Alfred Nobel – Paul Milgrom e Robert B. Wilson[154]

## Projetos
- Europa 2020

## Epacta e idade da Lua
| Epacta gregoriana | 5 (V)   |
| Idade da Lua      | Letra e |

## Por tema
- 2020 no Brasil
- 2020 no cinema
- Desastres em 2020
- 2020 no desporto
- Mortes em 2020
- 2020 na música
- 2020 em Portugal
- 2020 na televisão